# Беляевка (Оханский район)
Беляевка — село в Оханском городском округе Пермского края России.

## Географическое положение
Село расположено на правом берегу Камы на расстоянии примерно 27 километров по прямой на юг от города Оханск.

## История
Село основано в 1672 году. Изначально оно было деревней, принадлежавшей Строгановым, позднее князьям Голицыным. Первая церковь появилась в 1715 году, ныне в селе действует Рождество-Богородицкая церковь, построенная в 1835 году. С 2006 по 2018 год являлось центром сельского поселения Оханского района. После упразднения обоих муниципальных образований стала рядовым населённым пунктом Оханского городского округа.

## Климат
Климат умеренно континентальный. Наиболее тёплым месяцем является июль, средняя месячная температура которого 17,4—18,2 °C, а самым холодным январь со среднемесячной температурой −15,3…−14,7 °C. Продолжительность безморозного периода 110 дней. Снежный покров удерживается 170—180 дней.

## Население
Постоянное население составляло 840 человек (93 % русские) в 2002 году, 688 человек в 2010 году.